# 西尾市立福地中学校
西尾市立福地中学校（にしおしりつ ふくちちゅうがっこう）は、愛知県西尾市上道目記町にある公立中学校。

## 概要
- 校区は横手町、菱池町、針曽根町、上道目記町、長縄町、熱池町、斉藤町、行用町、下道目記町、笹曽根町、平口町、市子町、野々宮町、天竹町、八ケ尻町、深池町の一部、須脇町、川口町、十郎島町、細池町、鎌谷町、鵜ケ池町、宅野島町であり、西尾市立福地南部小学校校区、西尾市立福地北部小学校校区（小焼野町を除く）の生徒が通学する[1]。
- 旧・幡豆郡福地村の中学校であった。

## 沿革
- 1947年（昭和22年）4月 - 幡豆郡福地村に福地村立福地中学校として開校。福地村立福地南部小学校の校舎の一部を仮校舎とする。
- 1948年（昭和23年）3月21日 - 現在地に校舎が完成する。
- 1954年（昭和29年）8月10日 - 福地村が西尾市に編入される。同時に西尾市立福地中学校に改称する。

## 交通アクセス
- 名鉄西尾線福地駅下車、徒歩約15分。
- 名鉄東部交通一色線「熱池」より徒歩約2分。
- 六万石くるりんバス　7：福地線「福地中北」バス停より徒歩約3分。

## 周辺施設
- 西尾市立福地南部小学校